# Gardienii Galaxiei Vol. 2
Gardienii Galaxiei Vol. 2 (titlu original: Guardians of the Galaxy Vol. 2) este un film american cu supereroi din 2017 scris și regizat de James Gunn. Rolurile principale au fost interpretate de actorii Chris Pratt, Zoe Saldana, Dave Bautista, Vin Diesel, Bradley Cooper, Michael Rooker, Karen Gillan, Pom Klementieff, Elizabeth Debicki, Chris Sullivan, Sean Gunn, Sylvester Stallone și Kurt Russell. Este produs de Marvel Studios și distribuit de Walt Disney Studios Motion Pictures.  
Filmul este continuarea celui din 2014 Gardienii galaxiei, fiind al doilea din franciza Gardienii Galaxiei și al cincisprezecelea din Marvel Cinematic Universe (MCU). Este a treia intrare în Faza 3 a MCU.

## Prezentare
În 2014, la câteva luni după ce au salvat galaxia de Ronan Acuzatorul, Gardienii Galaxiei - Peter Quill, Gamora, Drax, Rocket și o versiune tânără a lui Groot (crescut din rămășițele fostului Groot) - sunt angajați de Ayesha, lidera rasei extraterestre cunoscute ca și Suveranii, să le protejeze bateriile prețioase de un monstru inter-dimensional. În schimbul serviciilor lor, Ayesha le-o dă pe Nebula, sora adoptivă a Gamorei, care a fost prinsă încercând să fure bateriile. 
Gardienii se pregătesc să plece și să o predea pe Nebula Corpurilor Nova, dar Rocket fură câteva baterii, astfel că Suveranii le atacă nava cu o flotă de drone. Ei reușesc să scape după ce un om misterios distruge întreaga flotă, dar nava a fost avariată și se prăbușesc pe o planetă apropiată. Aici, omul misterios se dezvăluie a fi Ego, tatăl lui Quill, și îi învită pe Quill, Gamora și Drax pe planeta sa, în timp ce Rocket și Groot rămân să repare nava și păzească pe Nebula.
Ayesha îl angajează pe Yondu Udonta și pe echipajul său - care au fost exilați din comunitatea mai mare de Distrugători pentru traficul de copii - să-i captureze pe Gardieni. Ei îl capturează pe Rocket, dar când Yondu ezită să-l predea pe Quill, pe care l-a crescut de când era copil, locotenentul său Taserface începe o revoltă cu ajutorul Nebulei. Taserface îi închide pe Rocket și Yondu la bordul navei acestuia și îi execută pe toți cei încă loiali lui Yondu aruncându-i în spațiu. Nebula pleacă s-o ucidă pe Gamora, pe care o învinovățește pentru tortura provocată de tatăl lor adoptiv, Thanos. În timp ce sunt întemnițati, Rocket și Yondu se împrietenesc și scapă cu ajutorul lui Groot și Kraglin, un soldat rămas loial lui Yondu. Împreună ei distrug toată nava plină de Devastatori și scapă la bordul unei nave mai mici, dar Taserface reușește să-i avertizeze pe Suverani.
Ego, care este un Celestial, o ființă atotputernică asemănătoare unui zeu, și a manipulat materia din jurul său pentru a crea această planetă, explică faptul că și-a proiectat un corp umanoid  pentru a călători prin univers și să-și descopere un scop, până ce a ajuns pe Pământ unde s-a îndrăgostit de mama lui Quill, Meredith. Ego l-a angajat pe Yondu să-l aducă pe tânărul Quill la el după moartea lui Meredith, dar Yondu nu l-a mai adus niciodată și Ego îl caută încă de atunci. 
Ego îl învață pe Quill să-și manipuleze și controleze puterea Celestială. Nebula ajunge pe planeta lui Ego și încearcă să o omoare pe Gamora, dar perechea face un armistițiu bizar atunci când descoperă o cavernă plina de schelete. Ego îi dezvăluie lui Quill că, în călătoriile sale, a plantat răsaduri ale sale pe mii de lumi care le pot terraforma în noi extinderi ale sale, până când, în cele din urmă, întregul univers va deveni el. Totuși, ele pot fi activate doar de puterea a doi Celestiali, de aceea el a impregnat nenumărate femei din aceste lumi și l-a angajat pe Yondu să-i aducă copiii, dar i-a ucis pe toți când niciunul nu a reușit să acceseze puterea Celestială. Sub influența lui Ego, Quill îl ajută să activeze răsadurile, care încep să consume fiecare lume. Dar când Ego îi dezvăluie că el i-a dat lui Meredith tumoarea care a ucis-o, Quill își revine și îl atacă .
Mantis, servitoarea lui Ego care deține puteri empatice, se apropie de Drax și îl avertizează de planul lui Ego. Gamora și Nebula sosesc și află planul de asemenea, în timp ce Rocket, Yondu, Groot și Kraglin ajung pe planetă.    Gardienii, reuniți, și aliații lor se îndreaptă spre miezul planetei, pentru a distruge creierul lui Ego, aceasta fiind singura cale de a-l opri și ucide. Ei întâmpină probleme când flota Suverană apare și încearcă să-i omoare din nou, dar reușesc să scape și să distrugă toate dronele. Rocket face o bombă folosind bateriile furate, pe care Groot o duce în creier și o activează. Quill se luptă cu Ego, folosindu-și noile puterile Celestiale pentru a-l distrage suficient de mult pentru ca ceilalți Gardieni, Nebula și Mantis să scape. Bomba explodează, rezultând în uciderea lui Ego și dezintegrarea încetă a planetei. Cu Ego mort, Quill își pierde puterile Celestiale și devine un muritor. 
Yondu apare și îl salvează pe Quill de pe planeta în distrugere, spunându-i că nu l-a dus lui Ego pentru a-l salva de soarta celorlalți copii. Atunci, Quill își dă seama că Yondu a fost adevăratul lui "tată". Când ajung în spațiu, Yondu se sacrifică și îi dă lui Quill costumul de supraviețuit în spațiu. 
Nebula se împacă cu Gamora și pleacă să-l ucidă pe Thanos. Gardienii țin înmormântare pentru Yondu, la care participă și Kraglin și zeci de nave ale Distrugătorilor, care au aflat de sacrificiul lui Yondu și l-au acceptant din nou ca unul dintre ei.
Într-o serie de scene în timpul genericului, Kraglin testează săgeata telekinetică și aripioara de control a lui Yondu; liderul Distrugătorilor, Stakar Ogord, se reunește cu vechii săi camarazi de echipă; Groot a mai crescut și este acum un adolescent; Ayesha creează o nouă ființă artificială pentru a-i distruge pe Gardieni, numind-o Adam; și un grup de Watcheri neinteresați pleacă, lăsându-l singur pe informatorul lor care le spune despre experiențele sale pe Pământ. 

## Distribuție
| Actor              | Personaj                |
| ------------------ | ----------------------- |
| Chris Pratt        | Peter Quill / Star-Lord |
| Zoe Saldana        | Gamora                  |
| David Bautista     | Drax the Destroyer      |
| Vin Diesel         | Baby Groot              |
| Bradley Cooper     | Rocket Raccoon          |
| Michael Rooker     | Yondu Udonta            |
| Karen Gillan       | Nebula                  |
| Pom Klementieff    | Mantis                  |
| Elizabeth Debicki  | Ayesha                  |
| Kurt Russell       | Ego the Living Planet   |
| Chris Sullivan     | Taserface               |
| Glenn Close        | Irani Rael (Nova Prime) |
| Sean Gunn          | KraglinKraglin          |
| Sylvester Stallone | Stakar Ogord            |

## Producție
Filmările principale au început la 17 februarie 2016. Cheltuielile de producție s-au ridicat la 200 milioane $.

## Primire
A avut încasări de 157 milioane $.